# Proces Monsanto
Procesul Monsanto este o metodă industrială de fabricare a acidului acetic ca urmare a reacției de carbonilare catalitică a metanolului. A fost înlocuit în mare parte de procesul Cativa, o metodă similară bazată pe catalizator de iridiu, mai economică.
Se desfășoară la o presiune de 30–60 atmosfere și o temperatură de 150–200 °C. A fost dezvoltată în anul 1960 de compania germană BASF, iar apoi a fost îmbunătățită de compania Monsanto în 1966, prin introducerea unui noi sistem catalitic.
Procesul decurge printr-un ciclu catalitic: